# Quận Sierra, California
Quận Sierra là một quận trong tiểu bang California, Hoa Kỳ. Quận lỵ đóng tại thành phố Downieville2. Theo Cục điều tra dân số Hoa Kỳ, dân số năm 2000 của quận này là người 2.